# Mizos
Pour les articles homonymes, voir Mizo (homonymie).
Les Mizos (Lushai), sont un groupe ethnique tibéto-birman originaire de l'État indien du Mizoram et des régions voisines du nord-est de l'Inde. Le terme couvre plusieurs groupes ethniques ou clans apparentés au sein du groupe Mizo.
Tous les Mizo revendiquent leurs légendes folkloriques selon lesquelles Sinlung (également appelé "Chhinlung" ou "Khul") est le berceau des Mizos. Sinlung peut soit se référer à "enfermé avec un rocher" dans les langues Mizo, soit à un ancêtre principal nommé "Chin-Laung" dont descendent Mizo, Chin et d'autres clans.
L'état indien actuel du Mizoram (littéralement "Mizoland") est historiquement appelé les collines de Lushai ou le district de Lushai. La région de Lushai Hills est définie comme une zone exclue pendant le Raj britannique et comme un district de l'Assam dans l'Inde indépendante,.

## Étymologie
Le terme Mizo est dérivé de deux mots Mizo : Mi et Zo. Mi dans Mizo signifie "personne" ou "peuple". Le terme Zo a deux significations. Selon un point de vue, Zo signifie « hautes terres » ou peut-être « éloigné » (cf. le terme Zomia de van Schendel). Une autre signification est "frais" ou "croustillant" (c'est-à-dire une sensation/sensation d'air/environnement frais et rafraîchissant à une altitude plus élevée. "Zo" n'est jamais utilisé pour désigner toutes les températures fraîches/froides ; le terme pour une telle température est "vawt"). Zo, dans son sens contemporain ainsi que son utilisation en termes comme Mizo, est culturel et dénote un groupe ethnolinguistique et une identité. Par conséquent, alors que Mizo peut être traduit par «montagnards» ou «personnes vivant dans de hautes collines» ou «régions éloignées», le terme désigne spécifiquement une personne appartenant à l'ethnie Zo ; c'est-à-dire que Mizo signifie littéralement "Une personne Zo".
Bien que le terme Mizo soit souvent utilisé pour nommer une ethnie globale, c'est aussi un terme générique pour désigner les différents clans, tels que les Hmar, Ralte, Lusei, Mara, Paite, Bawm, Pang, Thadou, Vaiphei, Gangte et Biate. Un certain nombre de dialectes sont encore parlés sous l'égide de ces clans mentionnés.

## Historique
Au cours de la dernière partie de la domination britannique, les habitants des collines de Lushai ainsi que des collines de Manipur soutiennent que l'administration britannique tentait d'exercer un contrôle par l'intermédiaire des chefs des communautés. Il y a plusieurs rébellions contre la domination britannique en conséquence et un mouvement anti-chef gagne du terrain.
En 1946, l'Union des peuples communs du Mizo (MCPU) est formée. Lors de l'indépendance de l'Inde, l'Union du Mizo, comme on l'appelait bientôt, exige que le Mizoram soit avec l'Inde plutôt qu'adjoint au Birmanie, comme le préconisait le parti pro-chef.
Les Mizos sont particulièrement mécontents de la réponse inadéquate du gouvernement à la famine mautâm de 1959–60. Le Front National Mizo contre la Famine, un organisme formé pour lutter contre la famine en 1959, s'est ensuite transformé en une nouvelle organisation politique, le Mizo National Front (MNF) en 1961. Une période de protestations et d'insurrection armée suit dans les années 1960, la FMN demandant l'indépendance de l'Inde.
Avec l'indépendance de l'Inde, un groupe sécessionniste de l'Union préfère rejoindre le Birmanie, auquel ils sont liés historiquement, ethniquement et linguistiquement, avec des racines communes à leurs langues. La séparation de l'Inde du Birmanie en 1937, la partition de l'Inde en 1947 et l'extension administrative du gouvernement sur la partie indienne de la région réduisent la libre circulation des habitants. Les règles autorisant le libre passage à travers les frontières internationales Inde-Birmanie et Inde-Pakistan oriental (aujourd'hui Inde-Bangladesh) ne sont pas régulièrement respectées. Irrités par les restrictions, de nombreux Mizo n'accepte jamais les nouvelles frontières territoriales; ils se sont rebellés lors du soulèvement du Front national du Mizo en mars 1966.
À la suite de l'accord de paix du Mizoram (1986) entre le gouvernement et la FMN, le Mizoram est déclaré État à part entière de l'Inde en 1987.

## Répartition
Pris en sandwich entre le Birmanie à l'est et au sud et le Bangladesh à l'ouest, l'État indien du Mizoram et ses environs sont habités par le peuple Mizo. On les trouve dans les États indiens du Mizoram, du Manipur, du Tripura et du Bangladesh et du Birmanie voisins. Selon le révérend Liangkhaia, l'ecclésiastique et historien Mizo, dans son livre Mizo Chanchin - le tout premier récit historique publié sur Les Mizos - le peuple Mizo émigre de Chine vers 750 apr. J.-C. et est resté dans l'ouest du Birmanie. Ils commencent lentement à migrer vers l'actuel Mizoram au cours de la quatrième décennie du XVIe siècle. La plupart des Mizos et leurs clans migrent vers leur emplacement actuel dans la troisième décennie du 18e siècle.
Les Mizos sont divisés en plusieurs clans, dont les Ralte, Paite, Lai, Hmar, Lusei, Mara et Thadou/Kuki. En plus de l'État de Mizoram, les Mizos habitent d'autres États à proximité immédiate, tels que Tripura, Assam, Manipur et Nagaland. La majorité des Mizo hors de l'Inde vivent de l'autre côté de la frontière dans l'État voisin de Chin et la région de Sagaing, en Birmanie.
La répartition dispersée du peuple Mizo peut être attribuée à deux facteurs : les pratiques migratoires dues à l'agriculture Jhum sur brûlis pratiquée par les villageois, qui entrainent une expansion rapide de leur territoire au cours des XVIIIe et XIXe siècles, et la pacification de L'Inde sous la domination britannique. Khawnglung Run est un film en langue mizo, basé sur de vrais événements du massacre historique de Khawnglung entre 1856 et 1859.
Mizo possède une large classification ethnique de sous-groupes habitant les régions connues sous le nom de Mizoram (à l'époque coloniale, les collines de Lushai) en Inde, les collines de Chin au Birmanie et les collines de Chittagong au Bangladesh. Mizo fait le plus souvent référence à ceux qui résident dans le Mizoram. Les membres de nombreux sous-groupes de la famille Zo rejoignent et adopté la catégorie Mizo tandis que d'autres ne le font pas.

## Situation politique, linguistique et économique
Après l'indépendance de l'Inde, le changement démocratique dans l'organisation administrative du Mizoram conduit à un mouvement anti-chef. Le sentiment est généralisé contre les chefs autocratiques et pour l'Union Mizo. En 1955, lors d'une réunion de représentants de divers villages Mizo tenue à Aizawl, la demande est apparue pour un état séparé des collines. La population locale estime qu'elle est mal servie par le gouvernement de l'Assam pendant la famine de Mautam.
Lorsqu'en 1960, le gouvernement introduit l'assamais comme langue officielle de l'État, il y a de nombreuses protestations contre la loi sur la langue officielle de 1961. Cela est suivi par le soulèvement du Front national du Mizo en mars 1966, entraînant des attaques contre les installations militaires d'Aizawl, de Lunglei et d'autres villes. Le Front national Mizo, anciennement connu sous le nom de Front national de la famine Mizo, déclare son indépendance de l'Inde.
Le gouvernement indien désigne le Mizoram comme territoire de l'Union le 21 janvier 1972. Pu Laldenga, le président du Front national du Mizo, signe un accord de paix en 1986 avec le gouvernement indien, déclarant que le Mizoram faisait partie intégrante de l'Inde. Pu Laldenga est arrivé au ministère dans le gouvernement intérimaire formé en coalition avec le Congrès en 1987. Le statut d'État du Mizoram est proclamé le 20 février 1987.

### Demande d'inclusion dans la huitième annexe de la Constitution
Avec 91,58%  d'alphabétisation et en tant que 2e plus élevé des États indiens, le Mizoram est un chef de file dans l'accent national mis sur l'éducation. Pour cette raison, son peuple exige que le mizo ṭawng soit reconnu comme langue officielle dans la huitième annexe de la Constitution. La demande est importante et s'exprime dans divers aspects de la vie sociale et politique.